# Karla Wege
Karla Wege (1930 ou 1931-2021) est une météorologue allemande et présentatrice météo sur la chaîne ZDF pendant de nombreuses années. Elle est considérée comme l'initiatrice de la dénomination des dépressions et anticyclones de l'Institut de météorologie de l'université libre de Berlin (ULB) et qui s'est répandu à toute l'Europe.

## Biographie
Durant les années 1950, Wege a étudié la météorologie à l'université libre de Berlin et a obtenu son doctorat en 1959, sa thèse portant sur la mesure du rayonnement atmosphérique avec le nouvel actinomètre octant,. En 1954, alors qu'elle était encore étudiante, elle a suggéré que les zones dépressionnaires affectant l'Europe soient nommées, comme le service météorologique des États-Unis nomme les ouragans, pour faciliter leur suivi sur les cartes météorologiques. Le directeur de l'Intitut de météorologie de l'ULB, Richard Scherhag, a appliqué cette proposition à partir du 1er novembre 1954 sur les cartes émises par l'Institut.
À partir de 1968, Wege a été la première femme météorologue à présenter la météo dans les journaux télévisés de la chaîne de télévision publique ZDF et y est resté 30 ans,. Elle a aussi participé à plusieurs émissions sur le sujet et écrit quelques livres dont « Das Wetter ».
Karla Wege est décédée en février 2021 à l'âge de 90 ans des suites de la Covid-19. Elle a été enterrée dans une urne le 2 mars 2021 au cimetière Waldfriedhof de Munich.